# А. Вайтер
А. Вайтер (настоящее имя Айзик-Меер Шмуйлович Девенишский; 1878, Бенякони, Лидский уезд, Виленская губерния — 19 апреля 1919, Вильна) — еврейский писатель.

## Биография
Айзик-Меер Шмуйлович Девенишский родился в местечке Бенякони. Получил традиционное еврейское религиозное воспитание в хедерах и иешивах. Только в 18 лет приобщился к светской культуре, начал писать стихи на русском, польском, идише, иврите. Развившееся к тому времени еврейское рабочее движение захватило его: он стал активным членом «Бунда», редактировал ряд партийных изданий. В 1899 г. был арестован за перевозку нелегальной литературы. В 1901 Вайтер отбывал заключение в Бутырской тюрьме, в 1902—1904 и 1912—1915 был в ссылке. Вайтер (партийная кличка «товарищ Арон», «Арон Девенишский») сыграл большую роль в революционных событиях в Вильне в октябре 1905 года.
После поражения революции 1905 года Вайтер пережил разочарование в социалистических идеях и посвятил себя преимущественно драматургии. Драмы Вайтера, организованный им сообща с Шмуэлем Нигером и Шмарье Гореликом журнал «Литерарише монатшрифтн» («Literarische Monatschriften», Вильна), его программная статья «Тоска по гениальности», где он пытался доказать, что еврейский гений преимущественно — гений религиозной мысли, — всё это являлось оформлением сознания националистически настроенной еврейской интеллигенции в годы реакции.
После Февральской революции Вайтер много ездил по Российской империи, жил в Петрограде, Нижнем Новгороде, Минске, Бобруйске. После взятия Вильны Красной Армией  возглавил новосозданное еврейское издательство. Вскоре после того, как Вильна была занята польскими войсками в апреле 1919 года, был убит во время погрома (в «БСЭ1» утверждается, что А. Вайтер был убит «польскими офицерами»).
Был похоронен на еврейском кладбище на Заречьи, по левую сторону нынешней улицы Оланду. При ликвидации этого кладбища в начале 1960-х годов останки Вайтера, вместе с прахом писателя и учёного Самуила Иосифа Финна (Шмуэль Иосеф Финн), были перенесёны в 1963 году на новое еврейское кладбище в Шяшкине. В 1991 году на средства городского самоуправления был установлен памятный камень с их именами.